# ISO 3166-2:SN

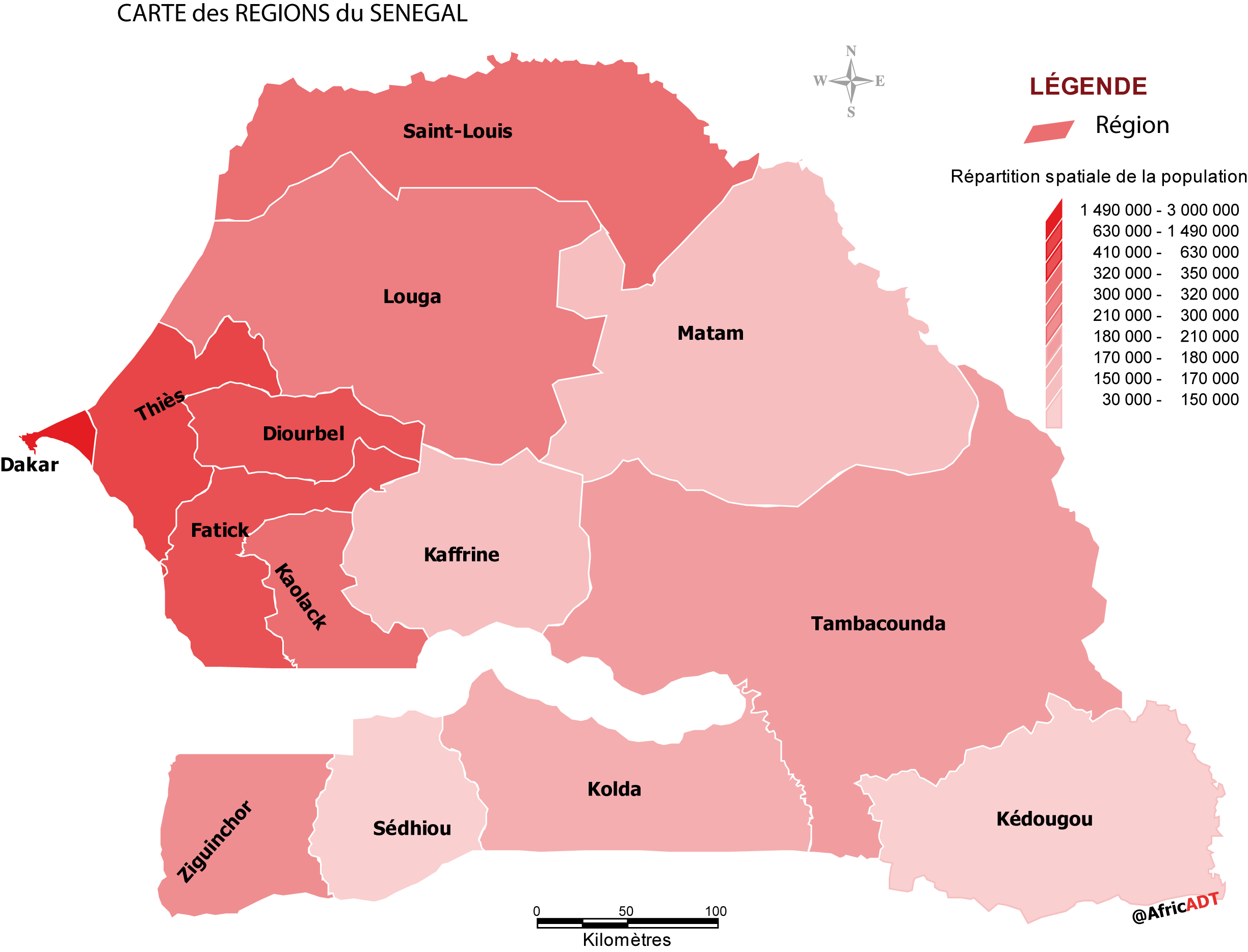
Senegal územní rozdělení regionů

Kódy ISO 3166-2 pro Senegal identifikují 14 regionů (stav v roce 2015). První část (SN) je mezinárodní kód pro Senegal, druhá část sestává ze dvou písmen identifikujících region.

## Seznam kódů
```
SN-DB Diourbel
SN-DK 
Dakar

SN-FK Fatick
SN-KA Kaffrine
SN-KD Kolda
SN-KE Kédougou
SN-KL Kaolack
SN-LG Louga
SN-MT Matam
SN-SE Sédhiou
SN-SL Saint-Louis
SN-TC Tambacounda
SN-TH Thiès
SN-ZG Ziguinchor
```